# 刺米
刺米（さしまい、あるいは「指米」とも）は、江戸時代、米俵から米の品質検査用に少量取られたサンプル米。しかし、後に仲士の賃米として、米俵から一定の割合で抜かれるようになった米を指すことが多くなった。

## 概要
当初は細い竹を斜めに切って竹槍状にした「刺」（「指」あるいは「差」の字を当てることもある）を米俵に突き刺し、「刺」の中に少量入った米を取り出して米の品質を確かめた。純粋に検査用サンプルを取る目的だったので、「刺」に使う竹は細く、また節がつき検査に必要以上の量の米を取るものではなかった。
しかし、やがて刺米は荷こぼれ品などと同様に仲士の取り分となり、彼らの現物賃金の慣習として、米1俵につき5合（1俵の200分の1）を取り出すのが定法となった。後には仲士が取り分を増やすため、それ以上取り出す弊害も見られるようになった。この場合に使う「刺」は竹も太く、節を抜き米俵に刺すといくらでも米が流れ出してくるようなものになった。
江戸時代の大坂には年間200万俵(四公六民として200万石の領地からの年貢米に相当)の米が集まったため、刺米は1万石の領地からの年貢米相当にもなった。大坂の仲士らは総勢8000-9000人ほどの人数であったが、彼らの支配層である上仲士には100石から200石、中には300石も得るものがいた。
この習慣は大坂ばかりではなく全国各地で行われたが、明治に入り廃止された。
なお、同じく「さしまい」と読むが「差米」の字を当てるときは上記の意味よりも、年貢を納める際に運搬中に減る分を見越して大目に納入する分の米を指すことが多い。